# Biodiversity and Conservation
Biodiversity and Conservation (Biodivers Conserv) ist eine englischsprachige Fachpublikation für Biodiversitätsforschung und Naturschutz.
Das Magazin erscheint seit 1992 bei Springer mit vier Ausgaben pro Jahr. Es wird von David L. Hawksworth, Universidad Complutense de Madrid, Spanien herausgegeben. Das Journal hat einen Impact Factor von 3,5 und liegt auf Rang 59 von 449 Zeitschriften.
Das Magazin veröffentlicht Fachartikel über alle Aspekte der Biologischen Vielfalt. Autoren aus Entwicklungsländern werden ermutigt Artikel einzureichen um ihre Perspektive globaler Themen ein Forum zu bieten.